# Andreas Brandts
Andreas Brandts (* 9. April 1962) ist ein ehemaliger deutscher Fußballspieler und -trainer.

## Spielerlaufbahn
Brandts begann seine Karriere bei Borussia Mönchengladbach in der Spielzeit 1981/1982. Da er jedoch über ein Reservistendasein nicht hinauskam, wechselte er zur Saison 1983/1984 zunächst in die Niederlande zum VVV Venlo und in der Folgesaison in die 2. Bundesliga zu Alemannia Aachen. Nach zwei für ihn persönlich sehr erfolgreichen Jahren, in denen ihm insgesamt 25 Treffer gelangen, kehrte er im Sommer 1986 zur Borussia zurück. Hier blieb ihm jedoch erneut nur die Rolle des „Jokers“, sodass er noch in der laufenden Saison 1987/1988 ein weiteres Mal den Weg in die Zweitklassigkeit zur Aachener Alemannia in Kauf nahm. Nach anderthalb Spielzeiten als Stammspieler wechselte er 1989 zu Fortuna Köln. Für diesen Verein war er sieben Spielzeiten lang aktiv, bevor er 1996 seine Karriere beendete. Er bestritt insgesamt 33 Bundesliga-Spiele, in denen er drei Tore erzielen konnte. Auch kam er in seiner Gladbacher Zeit in der Saison 1986/1987 zu fünf Einsätzen im UEFA-Pokal (Hin- und Rückspiele gegen Belgrad und Feyenoord Rotterdam in der 1. und 2. Runde sowie Viertelfinalrückspiel bei Vitória Guimarães) und konnte in der Partie bei Partizan Belgrad dabei auch einen persönlichen Torerfolg auf internationaler Ebene verbuchen. In der 2. Bundesliga absolvierte er insgesamt 320 Spiele und schoss in diesen 53 Tore.

## Trainertätigkeit
Bei seinem Ex-Verein Borussia Mönchengladbach war er nach seinem Karriereende als Jugendtrainer beschäftigt und übernahm später das Amt des Co-Trainers bei Borussia Mönchengladbach II. In dieser Funktion arbeitete er bis 30. Juni 2010. Zudem war er als Trainer für Schorsch Dreßens Mobiles FußballCamp tätig. In der Rückrunde der Saison 2011/12 übernahm Brandts das Training des A-Kreisligisten SC Schiefbahn, mit dem ihm 2014 der Aufstieg in die Bezirksliga gelang.